# Districte d'Agra
El districte d'Agra  és una divisió administrativa de l'estat d'Uttar Pradesh, a la divisió d'Agra, amb capital a la històrica ciutat d'Agra. La superfície és de 4.027 km² i la població de 2.751.021 habitants (1991).

## Geografia
El riu Jamuna és el principal del districte, seguit dels de Chambal (límit sud) i Utanghan.
Limita amb el districte de Mathura al nord, el districte de Dholpur (Rajasthan) al sud, el districte de Firozabad a l'est i el districte de Bharatpur (Rajasthan) a l'oest.
Està dividit en sis tehsils i 15 blocks. Té 141 Nayay Panchayats i 636 Gram Sabhas. El nombre total de pobles és de 904.
Els tehsils són: 
- Sadar
- Etmadpur
- Kirawali
- Fatehabad
- Khairagarh
- Bah

I els blocks:
- Etmadpur
- Khandauli
- Shamshabad
- Fatehabad
- Jagner
- Kheragarh
- Sainya
- Achanera
- Akola
- Bichpuri
- Fatehpur Sikri
- Barauli Ahir
- Bah
- Pinahat
- Jaitpur Kalan

## Història
La història del districte és també la de la ciutat d'Agra. El reis Lodhi (Lodi) de Delhi vivien a Agra situada a la riba est del riu Jumna o Jamuna. Ibrahim II Lodi fou derrotat el 1526 per Baber que va ocupar el territori. El 1527 Baber va derrotar els rajputs prop del lloc on va estar després Fatehpur Sikri. Va residir a Agra on va morir el 1530 (després fou traslladat a Kabul). El seu fill Humayun també va residir allí fins a la seva expulsió el 1540 per Sher Shah el governador de Bengala, i quan fou restablert va establir capital a Delhi.
Més tard Akbar el Gran va viure a la ciutat bona part del seu regnat i va fundar la moderna ciutat d'Agra a la riba occidental del Jamuna i el famós Fort d'Agra (1566), sent coneguda com a Akbarabad; també va fundar Fatehpur Sikri vers 1570 que va pensar a fer capital però la millor situació d'Agra el va dissuadir. El 1601 després de les seves campanyes va retornar a Agra on va morir el 1605. Està enterrat al mausoleu de Sikandra a uns 8 km d'Agra, construït pel seu fill Jahangir que també va construir una tomba pel seu sogre Itimad al-Dawla i un palau al fort conegut com a Jahangir Mahal. Aquest va abandonar Agra el 1618 cap al final del seu regne i va viure al Panjab i a Kabul. Xa Jahan fou proclamat emperador a Agra el 1628 i hi va residir del 1632 al 1637 però va portar la capital a Delhi; no obstant va construir el Taj Mahal i altres monuments a Agra com la mesquita Moti (Perla), la Gran Mesquita i el Khas Mahal.
La revolta (1658) d'Aurangzeb contra el seu pare Xa Jahan va acabar amb la deposició d'aquest que fou confinat a Agra durant set anys fins a la seva mort (1666). Des del 1666 fou seu d'un subadar (governador provincial) de l'imperi i va patir després atacs dels jats; finalment els jats de Bharatpur dirigits Suraj Mall i Walter Reinhardt, conegut com a Samruper, van ocupar Agra el 1764.
El 1770 el districte fou assolat pels marathes però en foren expulsats pel general Najaf Khan el 1773 i els jats van recuperar el control de la ciutat per ser expulsats el 1774 també pel general imperial Najaf Khan que hi va governar uns quants anys quasi com un sobirà fins que va morir el 1779; el govern va passar llavors a Muhammad Beg i el 1783 fou assolat per la fam.
El 1784 Muhammad Beg fou assetjat pels imperials de Shah Alam i pels marathes de Mahadji Sindhia que finalment la va ocupar i la va conservar fins a 1787 quan fou atacat pels generals imperials Ghulam Kadir i Ismail Beg, que poc després foren derrotats pel general De Boigne, al servei dels marathes, prop de Fatehpur Sikri, el juny de 1788 i la van recuperar, conservant-la fins que finalment el 1803 el districte va passar als britànics després de les victòries de Lord Lake que va entrar a Agra l'octubre de 1803.
Agra va esdevenir una fortalesa fronterera. El 1813 i 1819 el districte va ser assolat per la fam. El 1835 Agra fou declarada seu del govern de la presidència d'Agra (Províncies del Nord-oest) però la fiscalitat i la justícia van romandre a Allahabad fins al 1843 quan van passar també a Agra. El 1838 el territori fou assolat altre cop per la fam.
La rebel·lió dels Sipais va esclatar a Meerut el maig de 1857 i les notícies van arribar a Agra l'11 de maig. El 30 de maig es van revoltar dos companyies de soldats nadius que el 31 de maig van tornar a obeir ordes. El 15 de juny es van revoltar els soldats a Gwalior i la revolta es va estendre a Agra. El 2 de juliol els rebels van arribar a Fatehpur Sikri i el 3 de juliol els oficials es van retirar a l'interior de la ciutat i dos dies després els rebels van començar a avançar, i van expulsar els britànics de la posició exterior de Sucheta; les masses de la població van sortir al carrer saquejant la ciutat i matant als europeus i també nadius; els rebels però van marxar finalment cap a Delhi sense entrar a Agra on l'orde fou restaurat el 8 de juliol; els oficials i la guarnició van quedar tancats de fet al fort. El Lloctinent governador de les Províncies del Nord-oest John Colvin va morir en els incidents.
El dia 29 de juliol els britànics van reconquerir Fatehpur Sikri, Ihtimadpur i Firozabad mentre el raja d'Awa garantia la tranquil·litat al nord i el raja de Bhadawar a l'est. Reconquerida Delhi pels britànics (setembre) els rebels fugitius d'allí i altres de l'Índia central es van unir i van avançar cap a Agra el 6 d'octubre ocupant Fatehpur Sikri. El 10 d'octubre el coronel Greathed, que venia de Delhi amb una columna, va entrar a la ciutat d'Agra sense que els rebels coneguessin la notícia, aportant reforços, i quan es va produir l'atac a Agra fou rebutjat i els rebels es van desbandar. Els britànics van derrotar a una columna rebel i van recuperar Fatehpur Sikri. El districte va quedar pacificat poc després amb l'ocupació dels darrers centres rebels el 20 de novembre. El darrer grup armat al districte fou expulsat el 4 de febrer de 1858. El govern britànic es va establir a Agra fins al febrer de 1858 quan es va traslladar a Allahabd que tenia una posició estratègica millor. Llavors Agra va restar com a capital de la divisió d'Agra i el districte d'Agra però ho va deixar de ser de la província.
El districte d'Agra sota els britànics tenia una superfície de 4.791 km² i una població el 1853 d'1.001.961 habitants, el 1872 d'1.076.005 (tot i una lleugera reducció de la superfície del districte), el 1881 de 974.656 habitants, el 1891 d'1.003.796 i el 1901 d'1.060.528 habitants.
Limitava al nord pels districtes de Mathura (Muttra) i Etah, a l'est pels de Mainpuri i Etawah, al sud amb els principats de Dholpur i Gwalior i a l'est amb el principat de Bharatpur. El formaven quatre comarques naturals separades pels rius Jumna, Uthangan o Banganga, i Chambal. El nombre de pobles era el 1881 de 1201 i el 1901 de 1197 i 9 viles. la població era de majoria hindú (87%) amb un 11% de musulmans; les castes principals eren els brahmans, rajputs i banies entre les castes superiors i els ahirs, chamars, kayasths, jats, kacchis, lohs, koris, kumbhars, malles i nais entre les baixes. El districte fou dividit en set tahsils: Ihtimadpur, Firozabad, Bah, Fatehabad, Agra, Kiraoli, i Khairagarh (Fatehpur Sikri formava una àrea especial). El nombre de viles de més de cinc mil habitants el 1881 era de sis: Agra (141.188); Firozabad, (16.023); Tajganj (suburbi d'Agra, 12.570); Shahganj (altre suburbi, 6445); Fatehpur Sikri (6243) i Pinahat (5697). L'agricultura era l'activitat de la major part de la població. El 1860-1861 el districte va patir una greu escassetat i una nova fam es va patir el 1868-1869. Escassetat greu hi va haver el 1877-1878, i altre cop el 1896-1897.